# 여인국
여인국(女人國)은 여성들만 산다는 국가이다. 중국에서는 여국이라는 나라가 있었다는 전설이 전해진다. 그리스 신화에는 아마조네스라는 여인 국가가 있었다고 한다. 공상과학이나 여성주의에서 쓴 소설이나 작품에는 여성으로만 이루어진 단성세계 작품이 많이 있다.